# Munising
Munising is een plaats (city) in de Amerikaanse staat Michigan, en valt bestuurlijk gezien onder Alger County.

## Demografie
Bij de volkstelling in 2000 werd het aantal inwoners vastgesteld op 2539.
In 2006 is het aantal inwoners door het United States Census Bureau geschat op 2374, een daling van 165 (-6.5%).

## Geografie
Volgens het United States Census Bureau beslaat de plaats een oppervlakte van
23,7 km², waarvan 13,9 km² land en 9,8 km² water. Munising ligt op ongeveer 187 m boven zeeniveau.

## Plaatsen in de nabije omgeving
De onderstaande figuur toont nabijgelegen plaatsen in een straal van 60 km rond Munising.